# MiniDisc

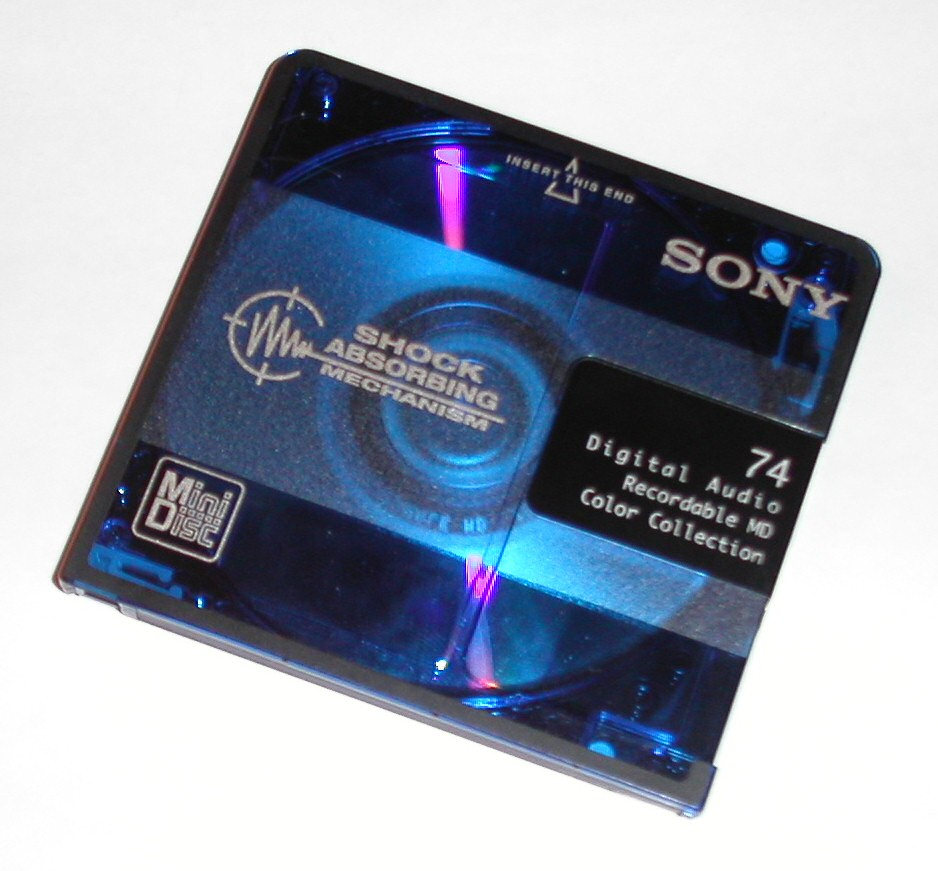
Sony MiniDisc lemez

A MiniDisc a Sony által szabványosított digitális tárolólemez, elsősorban hanganyag tárolására. Magnetooptikai úton rögzít, a Sony-féle Atrac kódolással. 1991-ben jelentették be és 1992. január 12-én mutatták be, így a MiniDisc az első lemezformátumú digitális hangrögzítési rendszer, mely otthoni használatra is alkalmas volt.

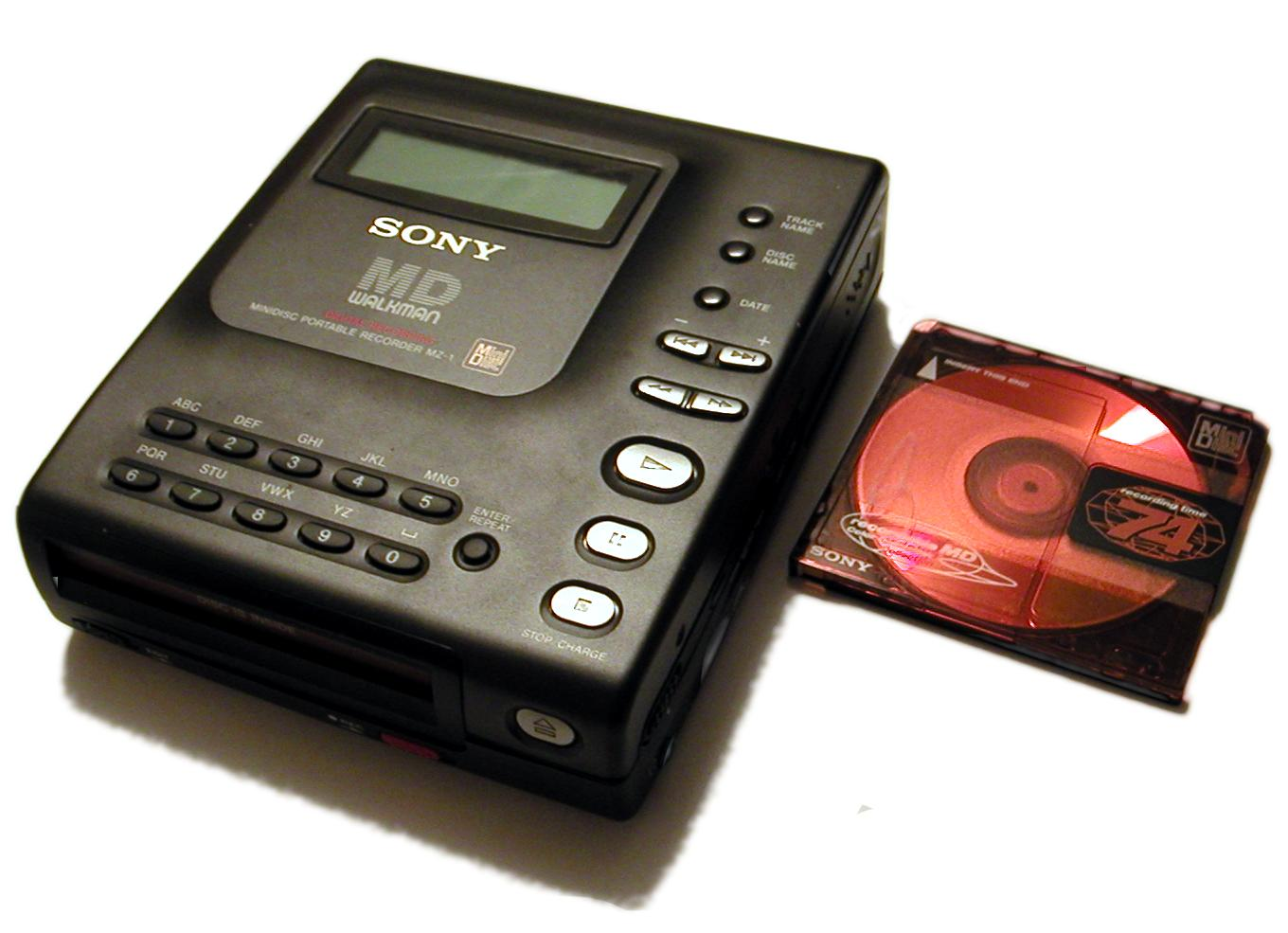
Az első MiniDisc játszó 1992-ből

## A MiniDisc rendszer ismertetése
A MiniDisc angol szó, lefordítva: kicsi lemez, aprólemez; mivel mérete kisebb mint a normál, vagy a minicédé. Forgalomba kerülése előtt házi hangrögzítésre csak a nehézkes kezelésű szalagos, a gyengébb minőségű kazettás, esetleg a drága DAT magnetofon állt rendelkezésre, a MiniDisc volt az első  széleskörűen elterjedt, írható-törölhető digitális hangrögzítési rendszer.  

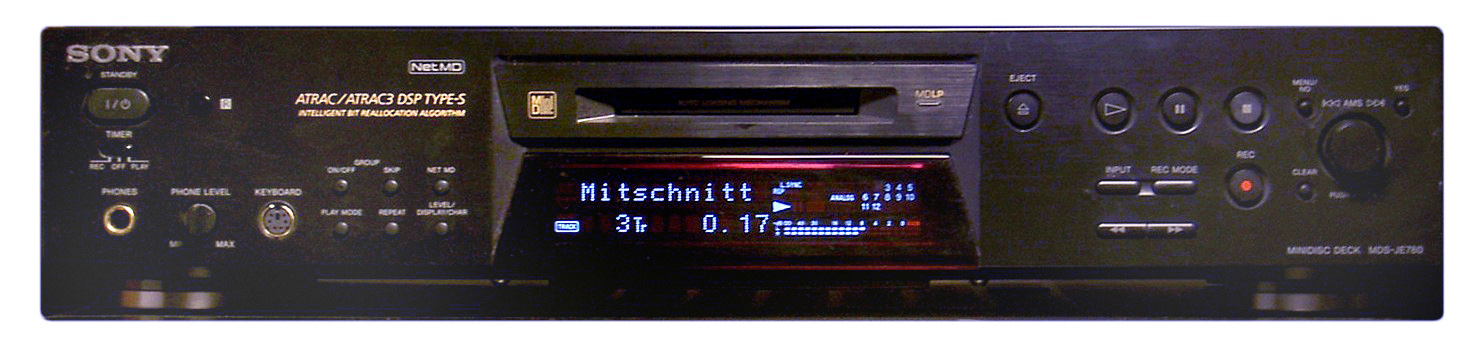
asztali MiniDisc felvevő

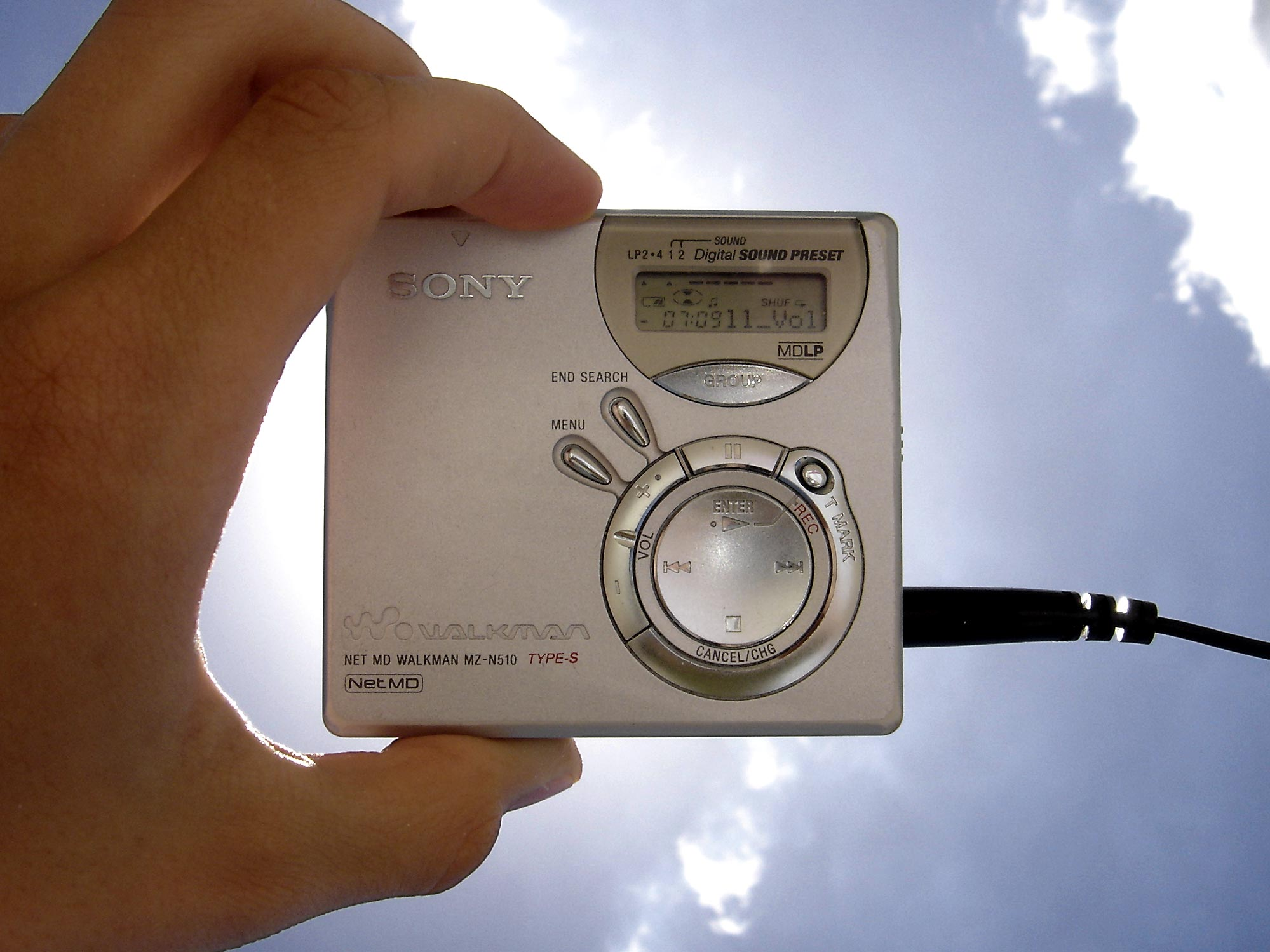
MiniDisc walkman

A lemezek írására és olvasására különféle gyártmányú, a lemezeknél alig nagyobb MD Walkmanok, hordozható professzionális riportermagnók, diktafonok, különféle asztali hifi gépek, valamint professzionális berendezések szolgálnak. A készülékek legtöbbje (az autós használatra gyártott eszközöket (autórádiókat, külsőleg csatlakoztatható MD-tárakat) és egyes, csak lejátszásra szolgáló MD walkmanokat leszámítva) analóg, valamint digitális KOAX és optikai bemenetről is képes rögzíteni, számítógép segítsége nélkül.
A lemezek kétféle változatban készültek, az egyik a zeneanyagokat tartalmazó, gyárilag készült lemez, a másik a házilag írható-törölhető, üres lemez. A gyárilag sokszorosított lemez szerkezete a CD-hez hasonló, az írható MiniDiscben magnetooptikai adattároló réteg található, mely két szilícium-nitrid réteg között helyezkedik el. A zeneanyag rögzítése a lemez lézer általi melegítése és egyidejűleg erős elektromágneses tér igen gyors ütemű váltakozása útján történik. A felveendő zeneanyagot a gép  a Sony által kifejlesztett ATRAC-kódrendszerrel tömöríti. A rögzített anyag kiolvasása lézersugárral, a CD-RW lemezekhez hasonlóan történik.
A MiniDisc a CD lemezzel ellentétben mechanikus sérülések ellen védő zárt házban van elhelyezve, a megírt lemez élettartama és adatbiztonsága magasabb az átlagos  CD-R vagy CD-RW lemezeknél. Az írás és olvasás egy a behelyezéskor nyílódó fedelű kis ablakon keresztül történik, hasonlóan a floppy lemezhez. Egy normál kivitelű MiniDisc lemez 74 percet képes rögzíteni sztereó, a dupláját mono üzemmódban. A hangminőség valamivel jobb, mint a 320 kbps tömörítésű MP3 felvétel. Az eredeti MD rendszer 99 fájl megkülönböztetésére képes, az egyes fájlok elérése kb. 2 másodperc. A lemez egészéhez, valamint a fájlokhoz egyenként külön szöveges adatokat lehet hozzárendelni a távirányítón, vagy a készülék forgótárcsáján keresztül. A CD lemezzel ellentétben a lemezről kiolvasott adatok először egy kb. 7 másodpercnyi zeneanyag adatmennyiségét tároló  puffertárba kerülnek, majd onnan kerülnek digitál-analóg átalakításra. Ennek következtében a hordozható rendszer rázkódása, vagy olvasási bizonytalanság esetén a kimaradt adatok újra beolvasásra kerülnek, akár többször is. Ugrás vagy leállás csak többszörre is olvashatatlan adatok esetén, vagy 7 másodpercnél hosszabb kiolvasási szünet esetén fordulhat elő.
A lemez írási rendszere a véletlen hozzáférésen alapul, minek következtében számos alkalommal lehet újraszerkeszteni egy lemez zeneanyagát. Bármely zeneszám kettéosztható, vagy bármelyik másikkal összefűzhető, a sorrend megváltoztatható, bármely zeneszámot le lehet törölni, a törlések után felszabaduló több kis helyre egy hosszabb szám is rögzíthető. Természetesen minden szerkesztéssel növekszik a lemez töredezettsége, valamelyest csökken a rögzíthető műsoridő. Túl nagy számú újraszerkesztés, ezáltal túl magas töredezettségszint nagy terhelést jelent a kiolvasófej számára, leállás csak extrém esetekben fordulhat elő, amikor a túl sok szerkesztés miatt már másodperces darabokból áll össze a zeneanyag. A rendszer lényegéből adódóan töredezettségmentesítés nem lehetséges. Ilyen esetekben egy külső hordozóra kell felmásolni a zeneanyagot, majd lemeztörlés után egyben vissza lehet másolni. A töredezettség elkerülésére szerencsésebb az egyes fájlokat a lemez megteléséig írni, majd a lemezt a továbbiakban nem újraszerkeszteni. A teljes törlések és újraírások számát a gyári adatok cirka egymillióban határozták meg. A véletlen törlések ellen egy kis tologatható zár van a lemeztok szélén.
A MiniDisc rendszer elsősorban Japánban volt népszerű, termékgörbéjének csúcspontja 1995 és 2005 között volt. Noha a rendszer sok szempontból jobb volt, mint a CD-R rendszer (pl. a hordozható, valamint az autós használatot jobban viselte, utólagos szerkesztés lehetősége), a készülékek és a lemezek magasabb árfekvése, a gyári CD lemezekkel, a számítógépek CD olvasójával való kompatibilitás hiánya, később a CD-R lemezek árának zuhanása miatt lassan divatjamúlttá vált. A kitűnő hangminőség, rugalmasság, a magas fokú adatbiztonság, a HDD-vel szemben a lemezösszeomlás lehetetlensége ellenére a számítógépekbe szerelt HDD-tárak, majd az egyre nagyobb kapacitású Flash-adattárolók és a velük együttműködni képes MP3-olvasók és mobiltelefonok, az internetes zeneletöltés súlyos csapást jelentettek a számítógépekkel nem, vagy csak korlátozottan kompatibilis MiniDisc számára.
Mindezek ellenére a MiniDisc a bevezetése után több, mint húsz évig gyártásban volt, miniatűr walkman és asztali hifi készülék (korábban autós eszközök) formájában is. Időközben forgalomba került a választhatóan magasabb tömörítéseket használó MDLP, valamint a normál és 1 GB kapacitású lemezzel egyaránt működő Hi-MD változat is, utóbbi maximális tömörítéssel 2700 perc zeneanyagot képes rögzíteni az egy gigabájtos lemezre. Internetes letöltésre alakították ki a NetMD változatot. Rádióstudiók számára professzionális készülékek, zenestudiók számára soksávos változat is készült.
A megváltozott zenehallgatási szokások nem kedveztek a kiváló minőségű, megbízható, hosszú élettartamú adatmegőrzést biztosító MiniDisc rendszernek. A vezető szórakoztatóelektronikai cégeket, köztük a Sonyt is sújtó visszaesés, valamint a csökkenő eladások miatt a Sony bejelentette, hogy 2013 márciusától nem gyárt tovább MiniDisc lejátszókat. A meglévő készülékekhez továbbra is több cég gyártmányából lehet lemezt vásárolni.